# なかにしあかね
なかにし あかね（Akane Nakanishi 1964年-）は、日本の作曲家・ピアニスト。兵庫県西宮市出身。父は作曲家の中西覚。

## 経歴
幼少期は父の主宰する西宮少年合唱団で歌う。東京芸術大学音楽学部作曲科卒業後の1992年（平成4年）6月、テノール歌手である夫辻裕久とともに渡英し、ロンドン大学ゴールドスミスカレッジ大学院にて作曲修士号、キングスカレッジ大学院にて作曲博士号を修める。帰国後の2000年（平成12年）より宮城学院女子大学助教授として赴任、2009年（平成21年）より同大学教授。第66回日本音楽コンクール作曲部門第1位及び安田賞受賞、国際フランツ・シューベルト作曲コンクール特別賞、吹田音楽コンクール入賞、入野賞ノミネートなどの受賞歴がある。平成17年度文化庁在外研修員として半年間ロンドンにて研修。
作曲を中西覚、北村昭、佐藤眞、南弘明、サー・ハリソン・バートウィッスルに、声楽伴奏法を、故ジェフリー・パーソンズ、ハルトムート・ヘル、イアン・レディンガムに、英詩朗読をゴードン・フェイスに師事。現在、神戸女学院大学音楽学部教授。日本作曲家協議会、日本現代音楽協会、日本音楽著作権協会各会員。

## 作風
「作曲家、演奏家双方の立場からの『ことばと音楽』についての研究」がなかにしの音楽の主要テーマである。「まずことばがあります。そのことばを生んだ背景としての社会があり、文化があり、歴史があります。ことばを紡いだ詩人の全人格がそこに投入されています。作曲家はそのことばに、全人格をかけて対峙します。その結実としての『うた』なのです。うたをうたうということは、それらを豊かにたたえた土壌の上に、今度は演奏家の全人格をかけた根をしっかりおろすということだと思います」となかにしは説き、作曲・演奏の両面で国内外からの評価が高い。他にも講習会講師、コンクールの審査、テレビ番組の音楽監修等、幅広く活動している。
作曲家としては、作品展をこれまでに7度開催。前述のテーマ及び幼少期から合唱団で歌ってきた経験等から、歌曲・合唱曲の割合が大半であり、特に合唱曲では歌いやすさ・親しみやすさでなかにしは必ずしも難曲を求めない。
演奏者としては自作品のピアノ伴奏のほか、英国留学中より夫とのデュオで各地で演奏を重ね、1996年より「英国歌曲展」と称する演奏会を夫とともに毎年開催して、イギリス近現代歌曲の紹介に努めている。

## 主要作品

### 混声合唱
- 混声合唱とピアノによる『生きる』（1986）
- 無伴奏混声合唱組曲『風の旅』（1988） - 2009年改訂時に『思い出の向こう側』と改題。
- 無伴奏混声合唱曲『Chor der Engel』（1997）
- 混声合唱組曲『風の吐息』（2009）
- 『原体剣舞連』～無伴奏混声8部合唱～（2009）
- 混声合唱組曲『ポーの鐘』（2010）
- 混声合唱組曲『よかったなあ』（2010）
- 混声合唱ピース『逢いたい』（2011）
- 無伴奏混声4部合唱曲『げんげ田の道を』（2011）
- 混声四部合唱とピアノ連弾のための『冬の枝』（2013）
- 混声合唱とピアノのための組曲『旅立ち』（2013）
- 混声合唱組曲『ひとつの時代』（2014）
- 混声合唱とピアノのための『朝焼けの空に』（2015-16）
- 混声合唱曲『つぼみをみあげて』（2017）
- 混声合唱とピアノのための『四季の翼』（2017）
- 混声合唱組曲『今日もひとつ』（2018）
- 混声合唱曲『おめでとう　あなたに』（2018）

### 女声合唱・児童合唱
- 無伴奏合唱組曲『おおきな木』（2001）
- 同声合唱曲集『立ち止って』（2005）
- 女声合唱曲『Floating Island』浮かぶ島（2006）
- 女声合唱組曲『今日もひとつ』（2006）
- 無伴奏女声合唱組曲『光の丘のうた』（2007）
- 女声合唱曲『歌が生まれる』（2008）
- 女声合唱組曲『悲しみの意味』（2009）
- 女声合唱組曲『よかったなあ』（2010）
- 女声合唱組曲『風の吐息』（2011）
- 同声合唱曲集『立ち止って』（2011）
- 女声合唱曲集『空の匂い』（2011-12）
- 女声合唱曲『岸辺に』（2012）
- 女声合唱とピアノのための『月下美人』（2012）
- 女声合唱とピアノのための組曲『花の風』（2012）
- 同声2部合唱とピアノのための『小さないのち』（2013）
- 女声合唱とピアノのための『歌をさがして』（2013）
- 女声合唱とピアノのための2つの歌『森のお客さま』（2014）
- 女声合唱とピアノのための『七色の虹』（2015）
- 女声合唱組曲『伝言』（2015）
- 金子みすゞの詩による同声合唱曲集『このみちをゆこうよ』（2016）
- 女声合唱曲『歌はここに』（2016）
- 女声合唱組曲『時を友として』（2016）
- 同声二部合唱曲集『もしも世界が』（2017）
- 女声合唱曲『ある日のうた』（2017）
- 同声二部合唱曲集『メリーちゃんのひつじ』（2017）
- 女声合唱組曲『夢から覚めても』（2017）
- 女声合唱組曲『白鳥』（2017）
- 女声合唱曲集『3つのこもりうた』（2017）
- 同声三部合唱とピアノのための『バベルの塔』（2017）
- 女声3部合唱曲『あなたがいるから』（2018）

### 男声合唱
- 男声4部合唱とピアノのための『ぶどう』（2012）
- 男声合唱とピアノのための『賢治断章』（2014）
- 男声合唱とピアノのための『ねがい』（2015）

### 合唱編曲
- 混声合唱のための『Jolly Merry Christmas!!』（2000）
- 無伴奏女声アンサンブルのための黒人霊歌集『Now Let Me Fly』（2010）
- 『負けないで』（2011）

### 歌曲
- 『なかにしあかね歌曲集』（1985-）
- 星野富弘詩による歌曲集『二番目に言いたいこと』（1992）
- イギリス歌曲シリーズ1『The Water is Wide』（1997）
- 星野富弘詩による歌曲集『木のように』（2004）
- 星野富弘の詩による歌曲集『ひとつの花が咲くように』（2007）
- みずかみかずよの詩による歌曲集『光』（2014）
- 『ガチョウ王国のソングブック』（2015）
- 星野富弘の詩による『風の旅』（2016）

### 合唱、歌曲以外の作品
- ピアノ連弾曲『4手のための三章』（1987）
- 弦楽四重奏曲『Absolution』（1995）
- カンタータ『The Garden of Love』（2006）
- ピアノ連弾による『ハッピーバースデー・ファンタジー』（2008）
- ピアノ連弾曲『トルコ行進曲ファンタジー』（2010）
- こどものためのピアノ曲集『地球の詩』（2012）
- こどもの発表会コンクール用ピアノ曲集『やさしいかぜ』（2014）